# 基比亚战役
基比亚战役是士师记中记载的一个事件。战斗的起因是便雅悯支派对将利未人的妾强奸致死事件的冷漠。一个利未人在便雅悯支派的基比亚城留宿，城中的匪徒要求与他发生性关系，说“你把那进你家的人带出来，我们要与他交合。”，这个人被迫将自己的妾交给他们，代替自己。这人的妾遭到整夜凌辱，直到次日清晨才被放回，死在主人住宿地点的门前。这个利未人发现他的妾的尸体，于是分为十二块，分送到以色列的四境。
以色列的各支派感到愤怒，寻求正义，要求惩治歹徒，遭到便雅悯人的拒绝，因此发生了战争。在随后的战争中，便雅悯支派的成员遭到系统的杀害，其中包括妇女和儿童；当便雅悯支派几乎灭绝时，以色列人决定应该保留便雅悯支派，而拒绝参与的另一个城市所有的男人和已婚妇女被打死，使他们的女儿可以嫁给便雅悯支派幸存的男人。。以色列王国的第一位国王扫罗，就是这些人的后裔。由于这场战争，便雅悯支派后来被称为“所有的支派中最小的。”